# 初始人格
初始人格（英語：Original Personality），也称核心人格（英語：Core Personality)，是指在多意识体系统或解离性身份障碍（DID）个体中，最初出现的人格状态。DID中，该人格通常是个体在经历创伤之前出现的意识状态。初始人格一般是承担日常生活职责的部分。
某些多意识体中，并不存在初始人格，例如天生的多意识体，或初始人格消散，或不记得谁是初始人格。

## 定义与特征
在解离性身份障碍（DID）患者中，初始人格（英語：original personality）通常是在其他替代人格（alter）出现之前最早发展的意识状态。初始人格往往承载个体的出生姓名，并常被描述为较为被动、抑郁、负罪感强的状态。在部分病例中，该人格对其他人格的存在毫无察觉，可能表现为“遗失时间”现象，即在其他人格控制身体时无法回忆所发生的事情。
然而在某些多意识体系统中，各人格之间存在不同程度的信息共享和意识共存状态，此现象被称为“并存意识”（英語：co-consciousness）。心理学家 John O. Beahrs 在其研究中提出，并存意识不仅存在于DID患者中，也是催眠状态及普通心理功能中的普遍现象。他认为多层次同时存在的意识是正常人类认知的组成部分，而在DID中，这一机制失调并表现为人格间功能分离。
这些不同的人格状态可能具有各自独特的记忆、行为方式、语言风格、性别认同甚至生理反应，并在受到外部压力或心理创伤时轮流控制机体。DID的核心特征即为这些人格状态之间的显著差异与控制权的交替，以及对彼此经历的知觉、记忆障碍。

## 理论背景
在临床心理学中，结构解离理论（英語：Structural Dissociation Theory，简称TSDP）由奥妮特·范德哈特（Onno van der Hart）、埃勒特·尼恩赫伊斯（Ellert Nijenhuis）和凯西·斯蒂尔（Kathy Steele）等学者提出。该理论指出，个体在遭受早期严重创伤时，其心理系统可能因整合失败而发生结构性分裂，导致人格划分为多个彼此分离的部分。
结构解离理论主要将人格区分为两个基本子系统：
- 表面正常人格部分（ANP，Apparently Normal Part）：负责处理日常生活功能，避免回忆或接触创伤内容；
- 情绪人格部分（EP，Emotional Part）：固定在创伤记忆之中，表现出高度情绪化和防御性的反应，例如逃避、战斗、冻结等行为。

初始人格通常被视为ANP，是个体在创伤发生前用于适应现实生活的心理结构。其功能集中在社会互动、学习、工作和日常管理等方面，并对创伤记忆表现出排斥、遗忘或情感麻木的特征。
相较之下，EP则更容易被创伤性刺激激活，陷入对创伤经历的反复重现，表现为闪回、梦魇和强烈的情绪反应。EP主要由演化而来的哺乳动物防御系统调控，如“逃跑-战斗-冻结”机制，其在面临生存威胁时被自动激活。
此外，TSDP提出结构解离存在发展层级：
- 一级结构解离：ANP 与 单一 EP 的分化，常见于创伤后应激障碍（PTSD）；
- 二级结构解离：单一 ANP 与多个 EP 分化，常见于复杂性PTSD或DDNOS；
- 三级结构解离：多个 ANP 与多个 EP 并存，为解离性身份障碍（DID）的典型特征。[6][7]

结构解离理论不仅揭示了创伤记忆无法整合的机制，也对解离性障碍的临床干预策略（如EMDR)提供了理论支持。通过有阶段的整合过程，帮助ANP逐渐接纳EP的记忆内容，被认为是治疗的关键方向之一。

## 初始人格在系统中的地位
在多意识体系统中，初始人格（英語：Original Personality）通常被视为系统中最早形成、最贴近“出生时自我”的意识部分，亦有系统称其为“核心人格”或“原始自我”。然而，其在系统中的地位因个体经历与系统结构差异而呈现出极大的多样性。
在部分系统中，初始人格仍承担核心功能，常作为最频繁“前台”的人格（即主导身体行为的状态），处理日常事务、参与社会互动，被视为系统的代表或默认身份。这种情况下，初始人格往往具有较为稳定的社会功能，代表系统对外界的主要面貌。
但在另一些系统中，初始人格可能因为严重创伤、情感崩溃或长时间的功能性压力而“退居后台”，甚至出现碎裂、消散或长期休眠的现象。这类情况下，系统中的其他人格（或称“替代人格”，alter）会接替其原有的适应功能，包括学习、工作、人际交往等。
根据结构解离理论（英語：Structural Dissociation Theory），初始人格常被归类为“表面正常人格部分”（ANP），负责维持现实功能和社会适应；而承担情绪、创伤与记忆的通常为“情绪人格部分”（EP）。在这一理论下，即使初始人格最早出现，也不必然意味着其在当前系统中拥有“主导”地位，而是取决于系统的面临的外部和内部状况。
此外，一些研究和系统报告指出，在较早期形成或解离结构更复杂的系统中，初始意识可能已高度分裂，不再具备可辨识的统一形态，甚至失去作为独立人格状态的功能性。因此，尽管“初始人格”在语义上常被视为系统的“起点”或“原核”，但其实际地位并不固定，更多地受到系统内部角色分工、个人生存策略及治疗干预的影响。

## 争议与批评
“初始人格”这一概念在精神病学界存在一定争议。一些研究者认为，并不存在真正的“核心”或“原始”人格，而是所有人格状态共同构成了一个复杂的心理系统。这种观点主张去中心化的理解模型，强调所有人格的平等与功能性。例如，临床心理学家Bethany Brand指出，将某一人格视为“主导”可能导致治疗过程中的偏见和人格冲突。她还强调，DID 治疗应避免过度强调“融合”或“统一”某一人格状态为核心，而应关注各人格之间的协调与合作。
事实上，DID 的诊断本身至今仍存在争议，特别是在“初始人格”或“真实人格”的界定上缺乏统一标准。Brand 等人在其综述中指出：“DID 的诊断仍与争议相关，并且至今在临床医生之间仍存在分歧。”
此外，有批评者指出，将某个人格视为“原始”或“主要”的做法可能导致临床误导。例如，当治疗过度集中于初始人格的“整合”，可能会忽视其他替代人格的主观体验与情绪需求，从而引发系统内部的冲突与不稳定。与此相反，当前主流治疗模式更强调“阶段性干预”与多人格协调而非强行融合。
关于 DID 的国际诊断标准，部分批评者声称其“文化限定性”较强，尤其在北美以外的地区存在诊断稀缺的情况。但 Brand 等研究表明，DID 在多个国家均有被正式识别与治疗的案例，并非仅限于少数“西方专家”所观察到的现象，而是跨文化、跨系统存在的临床表现。

## 相关概念
- 多意识体
- 解离性身份障碍
- 人格状态
- 解离性障碍
- 创伤后应激障碍
- 多重人格
- 并存意识